# Savannmes
Savannmes (Melaniparus guineensis) är en fågel i familjen mesar inom ordningen tättingar.

## Utseende och läten
Savannmesen är en huvudsakligen svart mes, med mestadels vita vingar och vitt på stjärtkanterna. Arten är mycket lik vitvingad mes, men skiljs åt genom gula, ej mörka ögon. Lätet är typiskt för mesar, ett raspigt och ofta upprepat "chee-chi-chi-chi-chi”. Sången består av visslade fraser med tre till fyra stavelser som upprepas två till tre gånger i rad. Vissa är dock längre, utan upprepningar, eller kan innehålla surrande toner.

## Utbredning och systematik
Savannmesen förekommer från i Afrika från södra Mauretanien och Senegal österut till södra Sudan, Sydsudan och sydvästra Etiopien samt vidare söderut till norra Demokratiska republiken Kongo, Uganda och västligaste Kenya. Fågeln har tidigare behandlats som underart till vitvingad mes (M. leucomelas). Den behandlas som monotypisk, det vill säga att den inte delas in i några underarter.

### Släktestillhörighet
Savannmesen placerades tidigare liksom övriga mesar i Afrika i släktet Parus, men har lyfts ut till det egna släktet Melaniparus efter genetiska studier från 2013 som visade att de utgör en distinkt utvecklingslinje.

## Levnadssätt
Savannmesen hittas i rätt fuktig savann, både med törnen och lövträd. Den ses ofta i ljudliga par eller smågrupper.

## Status och hot
Arten har ett stort utbredningsområde och en stor population med stabil utveckling och tros inte vara utsatt för något substantiellt hot. Utifrån dessa kriterier kategoriserar internationella naturvårdsunionen IUCN arten som livskraftig (LC). Världspopulationen har inte uppskattats.